# Brendan Gallagher
Brendan Gallagher (ur. 6 maja 1992 w Edmonton) – kanadyjski hokeista występujący na pozycji prawoskrzydłowego w Montreal Canadiens z National Hockey League (NHL), reprezentant Kanady.

## Kariera
Brendan Gallagher został wybrany przez Montreal Canadiens ze 147. numerem w piątej rundzie NHL Entry Draft 2010. W listopadzie 2011 zawodnik podpisał 3-letni entry-level contract z Canadiens. W listopadzie 2014 przedłużył kontrakt z zespołem z Montrealu o 6 lat.
Uczestnik mistrzostw świata w 2016, w których z reprezentacją Kanady zdobył złoty medal. Podczas turnieju wystąpił w 10 spotkaniach i zdobył 5 punktów (2 G, 3 A).

## Statystyki

### Sezon zasadniczy i play-off
| 2008–09     | Vancouver Giants   | WHL         | 52  | 10  | 21  | 31  | 61  | 16 | 1  | 2  | 3  | 10 |
| 2009–10     | Vancouver Giants   | WHL         | 72  | 41  | 40  | 81  | 111 | 16 | 11 | 10 | 21 | 14 |
| 2010–11     | Vancouver Giants   | WHL         | 66  | 44  | 47  | 91  | 108 | 4  | 2  | 0  | 2  | 16 |
| 2011–12     | Vancouver Giants   | WHL         | 54  | 41  | 36  | 77  | 79  | 6  | 5  | 5  | 10 | 16 |
| 2012–13     | Hamilton Bulldogs  | AHL         | 36  | 10  | 10  | 20  | 61  | —  | —  | —  | —  | —  |
| 2012–13     | Montreal Canadiens | NHL         | 44  | 15  | 13  | 28  | 33  | 5  | 2  | 0  | 2  | 5  |
| 2013–14     | Montreal Canadiens | NHL         | 81  | 19  | 22  | 41  | 73  | 17 | 4  | 7  | 11 | 6  |
| 2014–15     | Montreal Canadiens | NHL         | 82  | 24  | 23  | 47  | 31  | 12 | 3  | 2  | 5  | 0  |
| 2015–16     | Montreal Canadiens | NHL         | 53  | 19  | 21  | 40  | 24  | —  | —  | —  | —  | —  |
| 2016–17     | Montreal Canadiens | NHL         | 64  | 10  | 19  | 29  | 39  | 6  | 1  | 2  | 3  | 8  |
| 2017–18     | Montreal Canadiens | NHL         | 82  | 31  | 23  | 54  | 34  | —  | —  | —  | —  | —  |
| NHL łącznie | NHL łącznie        | NHL łącznie | 406 | 118 | 121 | 239 | 234 | 40 | 10 | 11 | 21 | 19 |

### Międzynarodowe
| Rok                | Drużyna            | Turniej            | Wynik              | M  | G | A | Pkt | Min |
| ------------------ | ------------------ | ------------------ | ------------------ | -- | - | - | --- | --- |
| 2009               | Canada Pacific     | U-17               | 1st                | 6  | 2 | 3 | 5   | 12  |
| 2012               | Kanada             | MŚ U-20            | 1st                | 6  | 3 | 3 | 6   | 12  |
| 2016               | Kanada             | MŚ                 | 1st                | 10 | 2 | 3 | 5   | 12  |
| Juniorskie łącznie | Juniorskie łącznie | Juniorskie łącznie | Juniorskie łącznie | 12 | 5 | 6 | 11  | 24  |
| Seniorskie łącznie | Seniorskie łącznie | Seniorskie łącznie | Seniorskie łącznie | 10 | 2 | 3 | 5   | 12  |